# Вембах
Вембах (нем. Wembach) — община в Германии, в земле Баден-Вюртемберг.
Подчиняется административному округу Фрайбург. Входит в состав района Лёррах. Население составляет 326 человек (на 31 декабря 2010 года). Занимает площадь 1,80 км².